# Antonín Petrof

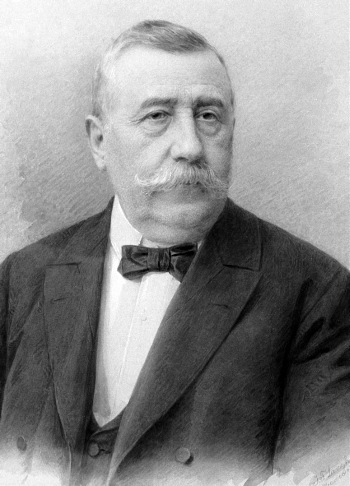
Antonín Petrof sen.

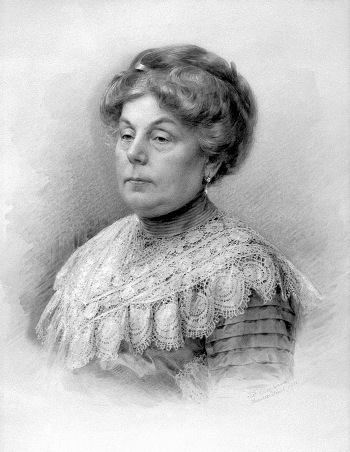
Marie Petrofová

Antonín Petrof (* 15. August 1839 in Hradec Králové; † 9. September 1915 ebenda; auch Anton Petrof) war ein böhmischer Klavierbauer, auf den die Marke Petrof zurückgeht.

## Biografie

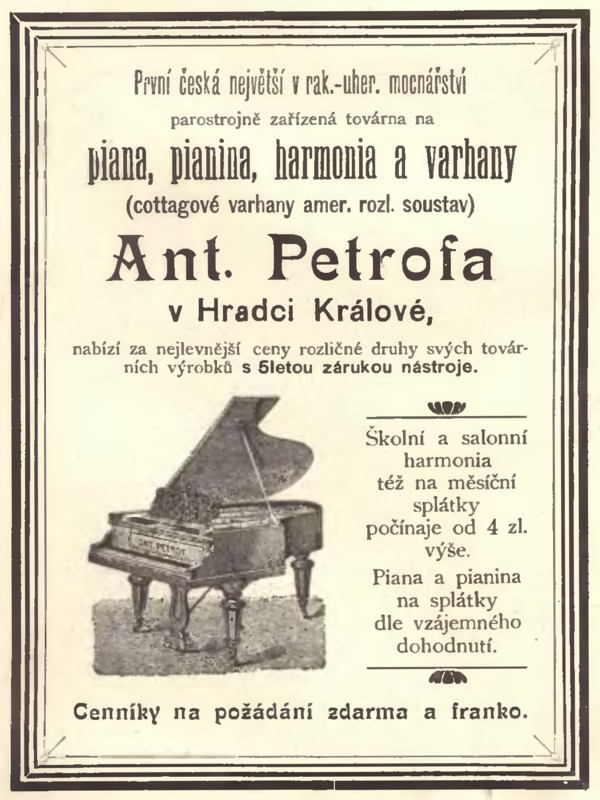
Eine Anzeige von Petrof, 1895

1857 war er 18 Jahre alt, als er zu Jan Heitzmann auf Besuch nach Königgrätz kam. Heitzmann war sein Onkel mütterlicherseits und mit seinem Kompagnon Hölzl bereits ein bekannter Klavierhersteller zu Wien. Petrof lernte in Wien das Handwerk und kehrte 1864 nach Böhmen zurück, wo er in monatelanger Kleinarbeit sein erstes Klavier baute. 1865 wandelte er die Tischlerei seines Vaters in der Altstadt hinter der Heiliggeistkirche in eine Klavierwerkstätte um.
Wenige Monate vor der Schlacht von Königgrätz im Jahre 1866 erfolgte die Registrierung seines Unternehmens A. Petrof. Nach kurzer Unterbrechung nahm die Produktion wieder auf. 1874 zog seine Firma in neue Räumlichkeiten am Rande der Stadt um. Außer Klavieren wurden auch Harmonien hergestellt.
Das Unternehmen wuchs und 1880 wurde ein Zweigbetrieb in Temešvár eröffnet. Ein Jahr danach 1881 begann die eigenen Klaviatur- und Mechanikkonstruktion. 1883 wurde mit der Pianoherstellung begonnen.
Ab 1894/5 wurden die ersten Instrumente exportiert und Petrof konnte sich schnell etablieren. In Wien wurde ein Lager und Komptoir eingerichtet. Zu seinen Kunden gehörten der Adel sowie der kaiserliche Hof. 1899 wurde Petrof zum k.u.k. Hoflieferanten ernannt, wenige Jahre später war er der größte Klavierhersteller der Monarchie. Petrof wurde außerdem zum Hofrat ernannt. 
1908 wurde das Unternehmen zu einer offenen Handelsgesellschaft geändert, seine Frau Marie Petrofová wurde Prokuristin der Firma. Neben dem Firmengründer arbeiteten hier auch seine Söhne Jan, Antonín und ab 1914 auch der jüngste, Vladimír aus der 2. Generation. Zum 50. Gründungstag 1914 wurde das 30.000. Klavier hergestellt.
Nach seinem Tod teilten sich die Söhne Jan und Antonín jun. die Geschäftsführung.